# Соларијум
Соларијум је технички уређај за зрачење људског тела ултраљубичастим светлом. Сврха његовог коришћења је естетска — постизање препланулог изгледа без стварног излагања сунцу. Такође се користи у медицини за лечење кожних проблема попут акни.
Састоји се од доње плоче за лежање и горње за затварање тела уређаја. На обе плоче налазе се посебне УВ-цеви или УВ-лампе. Уређај је опремљен мерачем времена, како не би дошло до предугог излагања зрачењу. Цеви и лампе опонашају сунчеву светлост, те кожа поприма тамнију боју. Како би дошло до равномерног потамњивања, корисник повремено мења положај. Постоји више типова соларијума, који се разликују према снази и типу самом зрачењу, што у принципу зависи од врсте УВ-цеви које чине основу уређаја.
Међутим, излагање ултраљубичастом зрачењу може довести до промене ДНК у кожи. Наиме, долази до поремећаја станичног циклуса, а и до убрзаног старења коже. Повећава се ризик од добијања неког од већег броја типова рака коже. Стога, а према саветима дерматолога и козметичара стручних за кожне проблеме, треба избегавати прекомерно коришћење овог уређаја, и то само у пунолетном добу. Постоје прописи који регулишу коришћење соларијума, а њиховим придржавањем свакако се смањују опасности од коришћења овог УВ-апарата.